# Tytila
Tytila va ser un dels primers reis de l'Ànglia de l'Est, en un període imprecís que podria anar entre el 578 i el 616.

## Orígens
L'etnòleg John Beddoe ha fet notar la similitud entre la paraula Tytila i Tòtila, un rei dels ostrogots, la qual podria indicar una relació entre la nissaga dels Wuffingas i els ostrogots.
Tytila està inclòs en diversos documents on surten llistes genealògiques dels reis de l'Ànglia de l'Est. En la Historia ecclesiastica gentis Anglorum escrita per Beda l'any 731, Tytila és esmentat com a pare de Raedwald i fill de Wuffa. El monjo gal·lès del segle ix, Nennius, diu en la Historia Brittonum que Tytila era el pare d'Eni. Tytila està inclòs en una llista dels avantpassats del rei Ælfwald d'Ànglia de l'Est, en què hi surten molts noms dels primers monarques d'aquest regne, però no tots. Aquesta llista, que forma part de la compilació ànglia estava inclosa en el Textus Roffensis, escrit al segle xii.

## Regnat
No hi ha cap informació sobre la vida o el seu regnat, ja que no se'n conserva cap document sobre l'Ànglia de l'Est de la seva època. El cronista medieval Roger de Wendover diu que Tytila regnava des de l'any 578, però no se sap en quina font d'informació es va basar per escriure això i podria ser només una suposició. El seu fill Raedwald, el més gran dels monarques de la dinastia dels Wuffingas, és el primer dels monarques de l'Ànglia de l'Est, sobre el qual hi ha informació documental, tot i que tampoc se sap la data de la seva mort. Pels objectes trobats en dues tombes d'aquesta època situades al cementiri de Sutton Hoo, es dedueix que aquest regne va mantenir relacions amb la regió de Renània, en el país dels francs, i amb l'est de la mediterrània. També es dedueix de les riqueses de les tombes que els membres de la família reial gaudien de prestigi i autoritat.
Es creu que la successió del seu fill va ser vers el 616.